# John Wellesley Thomas
John Wellesley Thomas (Bath, 22 maggio 1822 – Bath, 6 febbraio 1908) è stato un politico e militare britannico.

## Biografia
Era figlio primogenito dell'ammiraglio Jennings Thomas. Nel 1839 entrò nell'esercito britannico e prestò servizio col 40th Regiment of Foot in Afghanistan nel 1841-42, durante la prima guerra anglo-afghana. Rimase gravemente ferito nello  scontro di Maharajpur. Nel 1854, comandò un distaccamento nelle operazioni in Australia durante la ribellione di Eureka. Nella Cina settentrionale, prestò servizio col 67th Regiment of Foot e  nel 1860 fu ferito mentre era impegnato con mezzo battaglione nell'attacco dei forti di Taku. Per questa campagna, ottenne una menzione nei dispacci e venne nominato compagno dell'Ordine del Bagno. Due anni dopo, venne promosso colonnello, comandò il 57º reggimento e una brigata nella seconda cattura di Khading nella ribellione di Taiping. Questo fu l'ultimo scontro al quale prese parte attivamente. Venne promosso maggiore generale nel 1877, e si ritirò nel 1881 col rango di tenente generale. Nel 1882, venne nominato colonnello dell'Hampshire Regiment, e nel 1904 venne creato cavaliere commendatore dell'Ordine del Bagno.
Thomas morì l'8 febbraio 1908, Fu sepolto al Kensal Green di Londra.